# 푸른 사과
"푸른 사과"는 한국에서 제작된 김응천 감독의 1969년 영화이다. 남진 등이 주연으로 출연하였고 주동진 등이 제작에 참여하였다.

## 출연

### 주연
- 남진
- 최영희
- 조영남

## 제작진
- 조명: 손영철
- 미술: 이문현